# Fondazione Nord Sud
La Fondazione Giovanni Bersani Nord-Sud per la solidarietà internazionale onlus è nata il 5 luglio 1997, per iniziativa di persone e gruppi che dal 1969 erano impegnati in progetti di cooperazione in Africa, America Latina, Balcani e Medio Oriente. Fortemente collegata alla ONG CEFA, anch'essa fondata da Bersani, la Fondazione ha assunto il nome del fondatore di entrambe le organizzazioni in occasione del suo centesimo compleanno. Precedentemente aveva solamente la denominazione "Nord-Sud".

## Obiettivi
Lo scopo è di operare, senza fini di lucro, nel campo della solidarietà e della cooperazione internazionale, per la promozione dei diritti universali, ispirandosi alla concezione della fratellanza cristiana, quale fondamento comune della famiglia umana.

## Storia
Riconosciuta dal Ministero degli Esteri con D.M. n. 000916 del 3 marzo 1998 e dalla Comunità europea, è divenuta operativa nell'ottobre 1998.
(Giovanni Bersani)
 sostiene il principale promotore dell'iniziativa e presidente, Giovanni Bersani, da oltre 50 anni impegnato in concrete iniziative di pace, fondatore del CEFA (Comitato Europeo per la Formazione e l'Agricoltura) nel 1971 e autore del libro "Costruire la pace" nel 2006.
Negli anni cinquanta è iniziata la sua opera che ha portato nel 1971 all'approvazione della legge che regolamenta l'istituzione delle ONG di cooperazione italiana ed il primo provvedimento europeo a favore della cooperazione volontaria per il Terzo Mondo.
Giovanni Bersani ha conosciuto ed ha avuto relazioni amichevoli e collaborazioni con: Raoul Follereau, Muhammad Yunus, Leopold Senghor, Julius Nyerere, Albert Schweitzer, Giorgio La Pira, Madre Teresa, Hélder Câmara, Rigoberta Menchú Tum, Annalena Tonelli, Nelson Mandela, Seretse Khama.

## Come opera
La Fondazione è un organismo finanziario capace di contribuire nel tempo a sostenere progetti di sviluppo e di pace per situazioni disperate e in ragione della precarietà degli aiuti internazionali.
È nata principalmente per sopperire alla progressiva riduzione e annullamento del contributo dello Stato e della Comunità europea alle attività del volontariato civile, che in passato copriva il 50% degli oneri dei progetti prescelti e che per diversi motivi è andato nel tempo a subire un trend negativo.
In considerazione dei suddetti tagli agli aiuti i promotori di NORD-SUD, già impegnati in progetti pluriennali di intervento volontario, hanno deciso di investire forze in positivo, in iniziative per trovare le risorse altrove, coinvolgendo gli Enti locali e costituendo una Fondazione Privata.

## Le iniziative
Le iniziative della fondazione vanno dal sostegno allo sviluppo dell'agricoltura con la costruzione di grandi opere e infrastrutture, all'istruzione dei giovani all'assistenza ospedaliera e sociale delle donne e delle persone in particolari difficoltà, al micro credito, al commercio equo e solidale. Gli investimenti sono mirati ad un sostegno di avviamento verso l'autosufficienza e ad instaurare meccanismi di crescita autonoma dei popoli.
Dalla sua nascita ad oggi la Fondazione ha operato a sostegno di progetti umanitari e di sviluppo e di specifiche iniziative di pace in oltre 20 Paesi: in Africa, America Latina, nel bacino del Mediterraneo, nei Balcani e nel Medio Oriente.
Nell'ultimo anno (2007) la Fondazione NORD-SUD ha finanziato tre progetti in Tanzania, Guatemala e Marocco.

## Monitoraggio investimenti
Esiste un Comitato d'Onore costituito da personalità della cultura e della finanza, un gruppo di lavoro è incaricato del continuo monitoraggio degli investimenti. Questi sono affidati a due Banche bolognesi e ad una Banca belga fiduciaria di Istituzioni europee.